# Giovanni Battista Muggiasca
Giovanni Battista Muggiasca (* 22. September 1721 in Como; † 5. Januar 1789 ebenda) war ein italienischer Kanoniker, päpstlicher Geheimkämmerer  und Bischof von Como.

## Leben
Giovanni Battista Muggiasca entstammte einer Patrizierfamilie aus Como. Die Familie wurde 1762 von Maria Theresia von Österreich in den Grafenstand erhoben. 1746 wurde er zum Priester geweiht und Kanoniker der Kathedrale. In Rom promovierte er zum Doctor juris utriusque. 1764 wurde er überzähliger Geheimkämmerer von Clemens XIII. Im selben Jahr wurde er zum Bischof von Como ernannt. Er machte zwei Generalvisitationen in der Diözese; bei der ersten von 1765 bis 1770 besuchte er die Stiftskirche Sant’Antonio von Locarno.
Er kümmerte sich insbesondere um die Beziehungen zum Veltlin, das damals noch Graubünden unterstand, und bemühte sich, die Interessen und die Unabhängigkeit der Kirche gegenüber dem politischen Absolutismus Kaiser Josephs II. zu verteidigen, teilweise mit Erfolg. So gelang es ihm, das Seminar von Santa Caterina in Como offen zu halten, damit die Kirche die Ausbildung des Klerus beibehalten konnte.